# 日本の建築に関する資格一覧
日本の建築に関する資格一覧(にほんのけんちくにかんするいちらん)は、日本国内で実施されている、建築に関する資格試験の名称を一覧としたもの。
このほか労働安全衛生法、建築物における衛生的環境の確保に関する法律（建築物衛生法）等で定められる資格等は、日本の建設に関する資格一覧を参照。

## 国家資格
- 【技術士法】
  - 技術士、技術士補
- 【建築士法】
  - 建築士
  - 建築設備士
- 【建築基準法】
  - 建築基準適合判定資格者
  - 特定建築物調査員
  - 建築設備検査員
  - 防火設備検査員
  - 昇降機等検査員
- 【土地家屋調査士法】
  - 土地家屋調査士
- 【消防法】
  - 消防設備士
- 【建設業法】
  - 建築施工管理技士
- 【職業能力開発促進法】
  - 建築大工技能士
  - 建築板金技能士
  - 枠組壁建築技能士
  - ブロック建築技能士
  - 家具製作技能士
- 【労働安全衛生法】
  - 木造建築物の組立て等作業主任者
  - 建築物等の鉄骨の組立て等作業主任者　
  - 木材加工用機械作業主任者
  - プレス機械作業主任者
  - 乾燥設備作業主任者
  - コンクリート造の工作物の解体等作業主任者
- 【宅地建物取引業法】
  - 宅地建物取引士
- 【不動産の鑑定評価に関する法律】
  - 不動産鑑定士

## 公的資格
- 建設業経理検定（建設業振興基金）
- 計装士（日本計装工業会）
- 登録基幹技能者

## 民間資格
- 福祉住環境コーディネーター（東京商工会議所）
- カラーコーディネーター検定試験（東京商工会議所）
- 色彩検定（色彩検定協会）
- 専攻建築士（日本建築士連合会）
- 登録建築家（日本建築家協会）
- 建築検定（東京構造設計事務所協会）
- 住建築プロデューサー（日本プロデュース協会）
- 木材接着士（日本木材加工技術協会）
- 木材乾燥士（日本木材加工技術協会）
- 木材切削士（日本木材加工技術協会）
- 防犯設備士（日本防犯設備協会）
- 防犯装備士（日本防犯装備協会）
- 防火シャッター・ドア保守点検専門技術者（日本シャッター・ドア協会）
- 再開発プランナー（再開発コーディネーター協会）
- 建築積算士（日本建築積算協会）
- 建築コスト管理士（日本建築積算協会）
- 建築コンクリートブロック工事士（日本エクステリア建設業協会）
- 建築知識能力検定（建築知識技術普及協会）
- 建築鉄骨ロボット溶接オペレータ技術検定試験（日本溶接協会）
- 建築仕上診断技術者（ロングライフビル推進協会）
- 建築・設備総合管理技術者（ロングライフビル推進協会）
- シックハウス診断士（シックハウス診断士協会）
- DIYアドバイザー（日本DIY・ホームセンター協会）
- G.G.（グラジュエイト・ジェモロジスト）
- インテリアコーディネーター（インテリア産業協会）
- インテリアプランナー（建築技術教育普及センター）
- インテリア設計士（日本インテリア設計士協会）
- キッチンスペシャリスト（インテリア産業協会）
- しろあり防除施工士（日本しろあり対策協会）
- 住宅建築コーディネーター（住宅建築コーディネーター協会）
- ハウスクリーニング士（日本ハウスクリーニング協会）
- マンションリフォームマネージャー（住宅リフォーム・紛争処理支援センター）
- マンション維持修繕技術者（マンション管理業協会）
- マンション改修施工管理技術者（マンション計画修繕施工協会）
- マンション建替えアドバイザー（再開発コーディネーター協会）
- ライフスタイルプランナー（輸入住宅産業協会）
- ラッピングディレクター（ジャパン･ラッピング･ディレクターズ協会）
- 家電製品アドバイザー（家電製品協会）
- 家電製品エンジニア（家電製品協会）
- スマートマスター（家電製品協会）
- 建築CADデザイナー資格認定試験（全国建築CAD連盟）
- 建築CAD検定試験（全国建築CAD連盟）
- CADトレース技能審査（中央職業能力開発協会）
- CAD実務キャリア認定制度（コステックエデュケーション）
- CAD利用技術者試験（コンピュータ教育振興協会）
- トレース技能検定（中央工学校生涯学習センター）
- 空間ディスプレイデザイナー認定試験（日本デザインプランナー協会）
- 実践建築模型認定試験（日本デザインプランナー協会）
- 住環境測定士（住環境測定協会）
- 住宅断熱施工技術者（住宅・建築SDGs推進センター）
- 商業施設士（商業施設技術団体連合会)
- 商品装飾展示技能検定（日本ビジュアルマーチャンダイジング協会）
- 照明コンサルタント（照明学会）
- デコレーター技能検定（日本デコレーター協会）
- 整理収納清掃コーディネーター（日本整理収納協会）
- VEスペシャリスト（日本バリューエンジニアリング協会）
- 建築鉄骨検査技術者（鉄骨技術者教育センター）
- 建築高力ボルト接合管理技術者（日本鋼構造協会）
- 鉄骨工事管理責任者（日本鋼構造協会）
- ステンレス建築構造物製作管理技術者（日本鋼構造協会）
- ステンレス建築構造溶接技能者（日本鋼構造協会）
- ステンレス鋼高力ボルト接合施工技術者（日本鋼構造協会）
- リビングスタイリスト（日本ライフスタイル協会）
- リフォームスタイリスト（日本ライフスタイル協会）
- ガス機器設置スペシャリスト（日本ガス機器検査協会）
- ガス可とう管接続工事監督者（日本ガス機器検査協会）